# Генрик Добжанський
Генрік Добжанський (псевдо «Хубаль») пол. Henryk Dobrzański «Hubal», 22 червня 1896, Ясло — 30 квітня 1940, Анелін під Опочно) — польський офіцер, спортсмен. Герой Першої та Другої світових воєн. Один з перших партизанів Другої світової.